# Berta Zemel
Berta Zemelmacher, nome artístico Berta Zemel, (São Paulo, 6 de agosto 1934 — Rio de Janeiro, 25 de fevereiro de 2021), foi uma  atriz, produtora teatral, professora de interpretação e teatro, diretora de teatro e tradutora brasileira.

## Biografia

### Primeiros anos
Berta Zemel era filha de imigrantes judeus poloneses. Sua mãe, Rajzla Szulman, nasceu em Varsóvia, e seu pai é de uma cidadezinha limítrofe entre a Polônia e a Rússia chamada Myszyniec, que quando os russos invadiam se transformava em  Myshinetz. O local mudava de nome a cada invasão da Rússia e da Polônia e assim o povoado sobrevivia. Os nomes deles Rajzla (a mãe) e Naftula (o pai) tem origem hebraica e no Brasil passaram a ser chamados de Rosa e Nathan. Seus pais se conheceram em São Paulo, no carnaval de 1933, e casaram-se alguns meses depois. Do casamento, nasceu Berta, no Instituto Baronesa de Limeira, na Rua Frei Caneca, em São Paulo, no dia 6 de agosto de 1934. Teve uma infância pobre.

### Teatro
Já adulta, trabalhou em um escritório, fazendo contabilidade e datilografando correspondências até que optou pela carreira de atriz ao assistir, no TBC, a peça O Mentiroso, de Carlo Goldoni, com Sérgio Cardoso. Esse mesmo ator lhe sugerir seu nome artístico quando ela saiu da Escola de Arte Dramática e foi trabalhar ao lado dele no Teatro Bela Vista. O ator perguntou se ela iria ficar com o nome Bertha Zemelmacher. Disse que era muito comprido e sem eufonia "e nos cartazes de publicidade fica maior que o meu", brincou. A atriz lhe perguntou o que deveria fazer. "Berta Zemel ou Zemél" (...). O Zemel foi o escolhido, Berta Zemel.

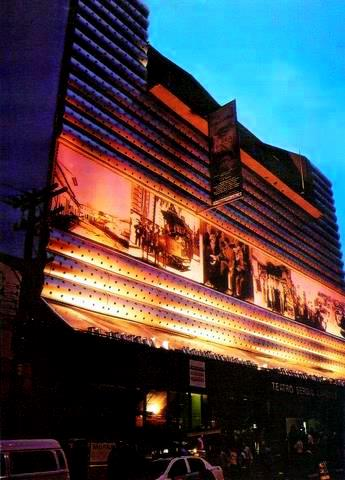
Teatro Sérgio Cardoso em São Paulo, antigo Teatro Bela Vista

Berta Zemel cursou, então, a Escola de Artes Dramáticas da Universidade de São Paulo (EAD/USP) e estreou profissionalmente com a peça Hamlet, Princípe da Dinamarca, de Shakespeare, que marcou a inauguração do Teatro Bela Vista no dia 15 de maio de 1956. Depois da morte do ator em 1972 o Teatro passou a se chamar Teatro Sérgio Cardoso.
Dentre seus trabalhos mais importantes no teatro destacam-se: Yerma, de Garcia Lorca, Romanoff e Julieta, de Peter Ustinov,  A Menina sem Nome, de Guilherme Figueiredo - sua única peça infantil - Mãe Coragem, de Bertolt Brecht, O Tempo e os Conways, de J. B. Priestley e outras que lhe garantiram diversos prêmios como o Prêmio Saci, instituído pelo jornal O Estado de S. Paulo e o Prêmio Moliére.
Em 1961 conheceu o ator Wolney de Assis no teatro Bela Vista. O ator encenava Romeu e Julieta no Rio Grande do Sul quando foi convidado para integrar a Companhia Nydia Lícia. Segundo ela mesma, Berta se apaixonou a primeira vista, mas teve de lutar por quase dois anos pela atenção do ator, até conseguir e enfim começarem a namorar. Logo se casaram, e mantiveram juntos um curso de formação de atores no Centro de Cultura de Israel (S.P.) durante vários anos.
O marido era engajado na Aliança Libertadora Nacional (ALN) no período militar e Berta "lutava na espera e na ajuda que pudesse fazer". "Eu vi que estavam prendendo, mergulhando e matando gente".
Isso fez com a que a atriz não visse motivo de levar ao palco a bondade e os relacionamentos humanos. Então ela se afastou dos palcos para lecionar. O que animou a atriz a voltar  a atuar foi o sucesso de Wolney no cinema. Anos depois aceitou um convite para atuar na televisão e aos poucos foi voltando ao cinema e ao teatro.

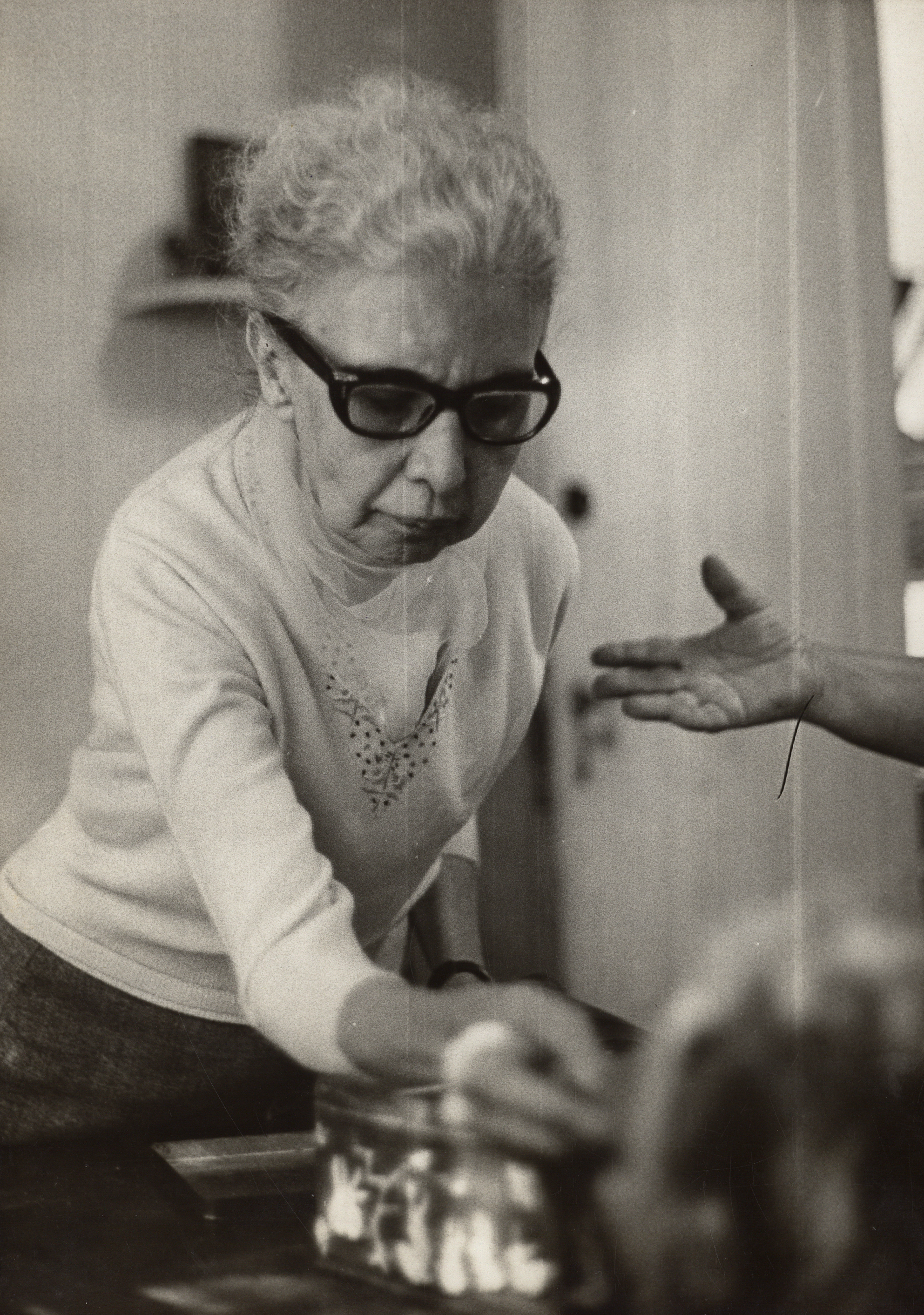
Ao conhecer Nise da Silveira (imagem), Berta volta aos palcos em uma peça sobre a vida da psiquiatra. Anjo Duro rendeu vários prêmios para a atriz

Depois de quase vinte e cinco anos sem representar, Berta conhece o trabalho da médica Nise da Silveira e resolve montar uma peça sobre a vida da psiquiatra. No ano de 2000, depois de vinte e cinco anos sem atuar no teatro, Berta volta aos palcos com Anjo Duro. A peça estreou em 19 de março de 2000 em Curitiba, sob direção de Luis Valcazaras. A peça lhe rendeu o prêmio APCA de melhor atriz em 2000 e uma indicação ao prêmio Shell como melhor atriz.

## O Gosto por Contar Histórias
O pai de Berta gostava de contar histórias. "Quando faltava livros contava a sua própria vida, as vezes fantasiosa". Ao final de uma história contada ele dizia: "Quem tem fé e acredita em si mesmo será jovem a vida inteira!" Berta diz que levou o maior susto quando nas cenas finais da novela Água na Boca, sua personagem Maria Bellini fala a mesma frase que seu pai lhe dizia há setenta anos. As histórias que o pai contava influenciaram sobretudo o futuro da atriz no Teatro. Quando construiu Vitória Bonneli, da novela de mesmo nome, se inspirou na mãe e outras mulheres lutadoras do bairro onde morava.

## A Escola de Teatro
Berta e a mãe iam a uma pensão perto de casa almoçar, o filho do dono da pensão era Durval de Souza, que foi ator, comediante, locutor, dublador e pioneiro na apresentação de programas infantis na televisão brasileira. Nos almoços na pensão mãe e filha encontravam Durval. Um dia a mãe de Berta apresentou a filha a Durval que à época já trabalhava na TV. Perto da pensão havia o Teatro Brasileiro de Comédia - TBC.  Na parte de cima do TBC ficava a Escola de Arte Dramática, onde Durval de Souza também era aluno. Berta nem  sabia que existia um teatro perto da casa dela. Num almoço anterior Dona Rosa já havia falado com Durval : "Minha filha quer muito trabalhar".
Trabalho ele não arrumou, pois não fazia rádio e na TV nada para uma menina da idade de Berta. Mas falou em outro almoço de  mãe e filha sobre a Escola de Arte Dramática. Deu-lhe dois ingressos e disse "se você gostar eu te ensino a fazer o teste da Escola (EAD)".
O TBC foi criado por Franco Zampari e a EAD era dirigida por Alfredo Mesquita (membro da família que dirigia o jornal O Estado de S. Paulo (Estadão). Famosos atores faziam o TBC: Bibi Ferreira, Tônia Carrero, Sérgio Cardoso, Cleyde Yáconis, Paulo Autran, Cacilda Becker. Havia também o trabalho dos diretores estrangeiros: Zbigniew Ziembinski, Ruggero Jacobbi, Adolfo Celi, Luciano Salce.
Berta assistiu com a mãe ao espetáculo com os ingressos que Durval de Souza havia dado a elas com a mãe e ficou maravilhada com a encenação. Era aquilo que ela queria fazer e até então não sabia. Porém era tímida e  tinha a voz quase que escondida. Fora a resistência da família.
Berta covenceu a mãe que teatro era o que queria fazer. Certo dia as dua pediram ajuda ao Durval de Souza. Então, todos os dias durante alguns meses, ele ia a casa de Berta lhe dar aulas. Depois de muitos exercícios, nos ensaios sua voz começou a aparecer.
Depois fez os testes que consistiam em testes de português e de interpretação, com duas leituras, e enfim entrou na EAD, classificada em segundo lugar.

## Televisão

Em 1958, Berta trabalhou com Fernanda Montenegro em À Margem da Vida.

Na TV, participou de várias peças do Grande Teatro Tupi dirigida, entre outros, por Sérgio Brito, a partir de 1955 até o começo da década de 60. O Morro dos Ventos Uivantes, novela baseada no livro de Emily Brontë, marcou sua primeira aparição em televisão. Com Fernanda Montenegro fez, para a TV, À Margem da Vida, de Tennessee Williams, em dezembro de 1958.
Em 1965, fez o papel de uma tia meio louca do personagem de Vicente Celestino em O Ébrio, na TV Paulista, a atual TV Globo São Paulo. Foi uma brevíssima aparição representando a personagem Adélia.
Entre 1972 e 1973, Berta protagonizou a novela Vitória Bonelli, escrita por Geraldo Vietri. A novela fez estrondoso sucesso chegando a alterar o horário de missas e de sessões de cinema entre setembro de 1972 e julho de 1973. É considerado seu melhor trabalho para a TV. Entre 1993 e 1996 o Núcleo de Teledramaturgia do SBT cogitou produzir um remake de Vitória Bonelli. À época, Nilton Travesso havia chegado ao SBT para remontar o núcleo de dramaturgia e os remakes eram a aposta inicial. Vietri morreu em 1996, o que prejudicou um provável remake de Vitória Bonelli no SBT.
Outro papel que Berta relembra com carinho é o da professora Berenice, personagem de Os Apóstolos de Judas, de 1976.
Em 1979 fez a Raquel de Gaivotas, trama em que o protagonista reúne os amigos do colégio trinta anos depois de um trágico acontecimento na formatura deles.
Na rede Bandeirantes fez Madalena, na novela Renúncia, de 1982. A novela também foi escrita e dirigida por Geraldo Vietri, adaptada do romance do espírito Emmanuel, psicografado por Chico Xavier. Essa novela ficou no ar por apenas 12 dias e retirada da grade de programação da emissora sem maiores explicações. A essa altura a Tupi já havia se transformado em TVS (depois SBT).
Jogo do Amor foi transmitida pelo SBT entre março e agosto de 1985. Berta Zemer interpretou Viviane nessa novela escrita por Aziz Bajur. Depois dessa novela, Berta passou a se dedicou mais ao teatro, a sua grande paixão. Além disso, ela morava em São Paulo e normalmente as gravações eram no Rio de Janeiro.
Em 1997 a atriz fez uma participação especial na terceira temporada de Malhação, entre 31 de março de 1997 e 2 de janeiro de 1998, como a professora Penny.
De volta à TV Bandeirantes,em 2008, foi a personagem Maria Bellini em Água na Boca, novela de Marcos Lazarini: a história do amor entre dois jovens de famílias rivais: os Bellini e os Cassoulet.

## Cinema
A estreia no cinema foi em O Quarto, filme de 1968 escrito e dirigido por Rubem Biáfora. No longa, Berta interpreta Júlia. A atriz teve muita dificuldade de passar do teatro para o cinema. Havia uma frase que era difícil para ela: "Quanto menos você fizer é melhor. O menos é mais". A atriz aparece no filme apenas uma vez. "Foi um dos bons filmes daquela época."
Em 1977, no filme Que Estranha Forma de Amar, baseado no romance Iaiá Garcia, de Machado de Assis, volta à trabalhar com Geraldo Vietri, diretor das novelas Vitória Bonelli e Renúncia.
Em Desmundo, de 2002, dirigido por Alain Fresnot, deu vida à dona Branca e acabou conquistando o Troféu Candango de melhor atriz coadjuvante na 35ª edição do Festival de Brasília.
Em O Casamento de Romeu e Julieta, de Bruno Barreto, gravado em 2004 e lançado em 2005 interpretou a Nenzica. Em A Casa de Alice, de 2007, fez Dona Jacira, a mãe da protagonista Alice.
Além do Candango por Desmundo, a atriz ganhou inúmeros prêmios ao longo da carreira. "Ganhei todos" "Tenho uma meia dúzia de Sacis, vários Governador do Estado e mais alguns, entre os quais o da Associação Paulista dos Críticos de Arte (APCA) e o Padre Ventura, no Rio", contabiliza.

## Morte
Morreu em 25 de fevereiro de 2021, aos 86 anos de idade, de broncopneumonia.

## Filmografia

### Televisão
| Ano       | Título                | Personagem         | Notas                 |
| --------- | --------------------- | ------------------ | --------------------- |
| 2012      | É a Vovozinha         | Narradora          | [ 40 ]                |
| 2008      | Água na Boca          | Maria Bellini      |                       |
| 1997      | Malhação              | Professora Penny   | Participação Especial |
| 1985      | Jogo do Amor          | Viviane            |                       |
| 1982      | Renúncia              | Madalena           |                       |
| 1979      | Gaivotas              | Raquel             |                       |
| 1976      | Os Apóstolos de Judas | Berenice           |                       |
| 1972      | Vitória Bonelli       | Vitória Bonelli    |                       |
| 1965      | O Ébrio               | Adélia             | [ 41 ]                |
| 1965      | Somos Todos Irmãos    | Rosa               |                       |
| 1958      | David Copperfield     | —                  |                       |
| 1955-1959 | Grande Teatro Tupi    | Vários Personagens | Vários Episódios      |

### Cinema
| Ano  | Título                         | Personagem   | Ref.   |
| ---- | ------------------------------ | ------------ | ------ |
| 2013 | Lembranças de Maura            | Maura        | [ 43 ] |
| 2010 | Onde Você Vai?                 | Sônia        | [ 44 ] |
| 2010 | Senhoras                       | Dona Isabel  | [ 45 ] |
| 2010 | Revertere Ad Locum Tuum        | Matriarca    | [ 46 ] |
| 2009 | O Imaginante Quarto da Vovó    | Vovó         | [ 47 ] |
| 2008 | Fronteira                      | Tia Emiliana |        |
| 2008 | Os Sapatos de Aristeu          | Dona Clélia  | [ 48 ] |
| 2008 | Recomeço                       | Tia Val      |        |
| 2007 | A Casa de Alice                | Dona Jacira  | [ 39 ] |
| 2005 | O Casamento de Romeu e Julieta | Nenzica      | [ 38 ] |
| 2003 | Umas Velhices                  | Simone       |        |
| 2002 | Desmundo                       | Dona Branca  | [ 37 ] |
| 2001 | Bípedes                        | Senhora      |        |
| 1978 | Diário da Província            | —            |        |
| 1977 | Que Estranha Forma de Amar     | Estela       | [ 36 ] |
| 1968 | O Quarto                       | Júlia        | [ 35 ] |

## Prêmios e indicações
| Ano  | Prêmio                                   | Indicação                | Trabalho                                                                                      | Resultado | ref    |
| ---- | ---------------------------------------- | ------------------------ | --------------------------------------------------------------------------------------------- | --------- | ------ |
| 2008 | 6º Curta Santos                          | Melhor Atriz             | Recomeço                                                                                      | Venceu    | [ 49 ] |
| 2008 | 7º Festival de Cinema de Juiz de Fora    | Melhor Atriz             | Os Sapatos de Aristeu                                                                         | Venceu    | [ 49 ] |
| 2008 | 13º Festival de Cinema Universitário     | Menção Honrosa           | Os Sapatos de Aristeu                                                                         | Venceu    | [ 49 ] |
| 2007 | Festival de Cinema de Goiânia            | Melhor Atriz Coadjuvante | A Casa de Alice                                                                               | Venceu    | [ 49 ] |
| 2002 | Troféu Candango                          | Melhor Atriz Coadjuvante | Desmundo                                                                                      | Venceu    | [ 49 ] |
| 2000 | Prêmio APCA                              | Melhor Atriz             | Anjo Duro                                                                                     | Venceu    | [ 49 ] |
| 2000 | Prêmio Shell                             | Melhor Atriz             | Anjo Duro                                                                                     | Indicado  | [ 50 ] |
| 1970 | Prêmio APCA                              | Melhor Atriz             | A Vinda do Messias                                                                            | Venceu    | [ 49 ] |
| 1967 | Prêmio APCA                              | Melhor Atriz             | O Milagre de Anne Sullivan                                                                    | Venceu    | [ 49 ] |
| 1967 | Prêmio Molière                           | Melhor Atriz             | O Milagre de Anne Sullivan                                                                    | Venceu    | [ 49 ] |
| 1967 | Prêmio Governador do Estado              | Melhor Atriz             | O Milagre de Anne Sullivan                                                                    | Venceu    | [ 49 ] |
| 1961 | Prêmio Saci                              | Melhor Atriz Coadjuvante | O Elefante no Caos Esta Noite Improvisamos Guerra de Alecrim e Manjerona O Tempo e os Conways | Venceu    | [ 49 ] |
| 1961 | Prêmio Governador do Estado              | Melhor Atriz Coadjuvante | O Elefante no Caos Esta Noite Improvisamos Guerra de Alecrim e Manjerona O Tempo e os Conways | Venceu    | [ 49 ] |
| 1961 | Prêmio APCA                              | Melhor Atriz Coadjuvante | O Elefante no Caos Esta Noite Improvisamos Guerra de Alecrim e Manjerona O Tempo e os Conways | Venceu    | [ 49 ] |
| 1960 | Prêmio Saci                              | Melhor Atriz Coadjuvante | Mãe Coragem                                                                                   | Venceu    | [ 49 ] |
| 1960 | Críticos Independentes do Rio de Janeiro | Melhor Atriz Coadjuvante | Mãe Coragem                                                                                   | Venceu    | [ 49 ] |
| 1960 | Prêmio Governador do Estado              | Melhor Atriz Coadjuvante | Mãe Coragem                                                                                   | Venceu    | [ 49 ] |
| 1960 | Prêmio APCA                              | Melhor Atriz Coadjuvante | Mãe Coragem                                                                                   | Venceu    | [ 49 ] |